# مسجد جامع دزفول
اولین و قدیمی‌ترین مسجدی که در دزفول ساخته شده‌است ٬جامع است که در مرکز شهرستان دزفول٬در خیابان امام خمینی قرار دارد. ساخت این مسجد که به سبک معماری دوره ساسانی است ٬بین قرن‌های سوم و چهارم هجری قمری صورت گرفته‌است. البته اختلاف نظراتی وجود دارد و برخی مأخذها تاریخ ساخت مسجد جامع دزفول را سده هفتم هجری قمری می‌دانند.
درکتاب «یادگارهای خوزستان» نوشته ایرج افشار آمده که این مسجد در سدهٔ ۷ و ۱۲ بازسازی شده و ایوان شرقی آن از بناهای دوران صفویه است که در سال ۱۱۱۰ ه‍.ق بنا شده‌است؛ و سردر و گلدسته‌های آن از قرن ۱۲ است و در ساختن این بنا از شیوه معماری کاخ ایوان کرخه استفاده شده‌است.
مرحوم "سید محمد علی امام" اتاق شرق مسجد جامع را قدیمی‌ترین قسمت مسجد نوشته‌است که به آن " غریب خانه " هم می‌گویند.

## کلیات بنای مسجد جامع دزفول
مسجد جامع دزفول، بزرگ ترینو مهم‌ترین مسجد دزفول است که در خیابان امام خمینی و در یک خیابان فرعی متصل به آن با گستردگی کوچکی در جلو در اصلی خود واقع گردیده‌است. این بنا که در یک طبقه ساخته شده دارای یک صحن بزرگ بوده که در دو جبهه آن ساخت و ساز انجام گرفته‌است و نماهای آجری سقف‌ها و ستون‌های سنگی بسیار زیبایی دارد. . کالبد اصلی بنا در جبهه جنوبی آن که هسته اولیه مسجد است، سنگی می‌باشد. مسجد دارای یک نمازخانه و محراب اصلی و دو شبستان پر ستون در دو طرف است و در قسمت شرقی نیز فضاهایی به عنوان فضاهای خدماتی و پشتیبانی واقع شده‌است. این مسجد در دوره‌های مختلف تکامل یافته و در هنگام جنگ نیز قسمتی ازآن مورد اصابت موشک قرار گرفته و تخریب شده‌است که در همان زمان دوباره بازسازی گردیده‌است. در قسمت‌های مختلف نیز بخش‌های مختلفی به این مسجد الحاق گردیده‌است. که از آن جمله سرویس‌ها و بخش‌های خدماتی شمال شرقی بناست. ازجمله دخل و تصرفات انجام شده تغییر نمای بیرونی قدیمی مسجد و اجرای نمای آجری جدید و همچنین اجرای نیمه کاره مقرنس در ورودی اصلی بنا. نصب ازاره‌های سنگی جدید و سکو سازی نیز اصالت بنا را خدشه دار کرده‌است. این بنا در قسمت دارای یک گنبد زیبا و دوم ناره در جلو شبستان‌ها و در وسط محور محراب است. این بنا یک شوادان نسبتاً بزرگ و عمیق دارد که ورودی آن در وسط صحن مسجد است.
معضلات اصلی بنا رفتگی دیوار اسپر غربی بنا و همچنین وجود موریانه و رطوبت زدگی پای دیوارها و همچنین ترک‌های سقف ناشی از افزایش وزن کاهگل است. این بنا تقریباً هزار متر مربع زیر بنا دارد که عمده آن قسمت نمازخانه «شبستان» است که فضای نیمه باز می‌باشد. مناره‌های بنا تاحدودی دچار رفتگی گردیده‌است.

## ساختمان مسجد جامع
بنای مسجد در یک طبقه ساخته شده و دارای صحنی بزرگ است. کالبد اصلی بنا در جبهه جنوبی آن، که هسته اولیه مسجد است، سنگی می‌باشد. دیوارهای مسجد بسیار قطور و شبستان آن ایستادگی خود را از ۲۰ ستون سنگی می‌گیرد که در وسط شبستان مسجد قرار داشته و جای شمعدان در آن تعبیه شده‌است. مصالح به کار رفته در دیوارها عمدتاً آجر و در ستون‌ها، سنگ‌های چهار تراش است و از ملات ماسه و آهک جهت ساخت دیوارهای و ستون‌های باربر استفاده شده‌است. محراب مسجد در وسط شبستان واقع است که دارای گچبری‌های زیبایی است. در مجاورت محراب منبری سنگی با ده پله قرار دارد که در دو طرف آن گلدسته‌های کوچک و سفید رنگی قامت افراشته‌اند.
ایوان مسجد که در وسط واقع شده، در دو طرف خود، گلدسته‌هایی به ارتفاع ۱۵ متر دارد که شکوه معماری اسلامی و ایرانی آن را به رخ می‌کشد و با کاشی کاری‌های زیبایی مزین شده‌است. در گذشته بانگ مؤذن مسجد از این گلدسته‌ها نمازگزاران را به به راز و نیاز فرا می‌خوانده‌است.
نوع سقف‌های مسجد سنتی و تلفیقی از طاق، تویزها، کلمبوها و طاق گهواره‌ای است و سقف ایوان اصلی بنا با کاربندی و آجرهای رنگی جدا و ۴ تیپ متنوع دارد. سقف ایوان‌های مسجد نیز گنبدی شکل و از آجر هستند. از دیگر بخش‌های مسجد جامع دزفول، شوادانی عمیق با مساحت ۲۰۰ متر است که دارای ۲۵ پله و اتاق‌های کوچکی در وسط پلکان است که در نداشته و در اصلاح به آن‌ها کت گفته می‌شود. برای تهویه هوای شوادان مسجد دو روزنه وجود دارد که از ویژگی‌های معماری دزفول در بناهای تاریخی و بافت قدیم دزفول می‌باشد که در دزفولی آن‌ها را «دریزه» می‌نامند.
در ورودی شوادان مسجد در صحن اصلی آن قرار داشته و از قدیم برای استراحت نمازگزاران در تابستان‌های گرم خوزستان مورد استفاده قرار می‌گرفته‌است.

## غریب خانه (هسته اولیه مسجد)
محراب غریب خانه سوی خاوری و سوی جنوبی این بنا کوچه و طرف باختری آن خیابان امام خمینی شمالی است که با یک ردیف مغازه که در سال ۱۳۳۲ هـ. ش ساخته شده‌اند از مسجد فاصله گرفته‌است. در ضلع شمالی در اصلی مسجد قرار گرفته که به واسطه یک میدان کوچک و کوچه ای کوتاه به خیابان امام خمینی متصل می‌شود.
در پشت دیوار شمالی مسجد و در ضلع شرقی میدان جلوی در اصلی مسجد حمامین مسجد قرار داشته که در اثر موشکهای رژیم بعثی عراق این حمامین به‌طور کامل ویران گشت. مسجد جامع دزفول از مساجد شبستانی قرون اولیه اسلام است که شبستان اصلی آن در ضلع جنوبی، غریب خانه و شبستان کوچکتری در ضلع شرقی آن ساخته شده و ضلع غربی و شمالی به صورت نماکاری قرینه ضلع مقابل خویش، اطراف حیاط دلباز و بزرگی به طول ۲۷ متر و ۶۰ سانتیمتر و به عرض ۲۶ متر قرار گرفته‌اند.
کف سازی حیاط آجرفرش بوده که بعد از مرمت آن را موزائیک کرده‌اند.
در طرف شرقی حیاط مسجد، شبستان درازی به طول ۱۴متر و عرض ۶متر و ۵۰ سانتیمتر قرار دارد. این شبستان را که جایگاه غربا بوده غریب خانه نامند اما دیرگاهی است که فقط در ایام زمستان از آن استفاده می‌شود. و در تعمیر اخیر مسجد قسمتی از آن را مجزا کرده و جهت انبار از آن استفاده می‌شود. کهنگی این شبستان و کیفیت ساختمانی آن به خوبی می‌رساند که به‌طور یقین قدیمیترین قسمت مسجد می‌باشد به این معنی که به احتمال زیاد در قرن سوم یا چهارم هجری این شبستان را ساخته‌اند.
نقشه کنونی شبستان شرقی وضعیت قدیم آن را نشان نمی‌دهد؛ بلکه الحاقات و تصرفاتی که ضمن وسعت دادن مسجد و افزودن ابنیه دیگر به عمل آمده تا اندازه ای آن را از صورت اولیه بیرون آورده‌است. لیکن با ملاحظه گوشه و کنار شبستان و بررسی آن از بالای پشت بام و دیواره‌ها به خوبی ثابت می‌گردد که شبستان نامبرده ابتدا عبارت از ساختمان منفرد و مجزای طولانی بوده‌است که سازنده آن را به سبک کاخ عهد ساسانیان که در سه فرسخی دزفول یعنی ایوان کرخه دیده می‌شود بنا نهاده‌است. (نقل از کتاب مسجد جامع دزفول و تاریخچه آن به قلم سید محمدعلی امام دزفولی)
قسمت جلوی غریب خانه (در ورودی غریب خانه در وسط ایوان شرقی مسجد قرار دارد)حد فاصل حیاط و غریب خانه در سال ۱۱۱۰هجری به بنای مسجد اضافه شده‌است، شامل یک دهانه بزرگ در وسط و در هر دو طرف دو دهانه کوچکتر ساخته شده‌است.
بخش جنوبی مسجد در سده هفتم ساخته شده‌است. این قسمت شامل یک دهانه بزرگ به عرض۷ متر و به طول ۱۹متر و۸۰سانتیمتر است که از سمت مغرب دو دهانه و از سمت شرق سه دهانه دیگر شبستان را در میان گرفته‌است.
این پنج دهانه شبستان که در اطراف ایوان اصلی قرارگرفته اند، هر یک به عرض سه متر ونیم است و طول این شبستان‌ها با دهانه بزرگ مساوی است. فاصله بین دیوار شرقی و غربی در شبستان جنوبی ۳۰متر و۸۰سانتیمتر است و ضخامت دیوارهای مسجد معمولاً یک متر ونیم می‌باشد.
در زیرطاق اصلی کاربندی زیبایی با آجرهای نقاشی شده بکار رفته و در دو طرف ایوان دومناره قرار گرفته که از سطح حیاط تا بالا به وسیله کاشیهای رنگی (لاجوردی، فیروزه ای، مشکی وسفید) تزیین شده‌اند.
محراب مسجد جامع در انتهای دهنه وسط ضلع جنوبی قرارگرفته و ابعاد آن به طول ۱متر و۳۰سانتیمتر و عمق ۱متر و۱۰سانتیمتر می‌باشد و در کنار آن منبرسنگی به عرض ۱متر و۱۵سانتیمتر که دارای۱۰پله است قرار دارد. محراب دارای در مشبک چوبی است که به صورت عمودی بالا و پایین می‌رود.
در طرفین ایوان اصلی مسجد (ایوان جنوبی) دو گلدسته (مناره) کوتاه مشاهده می‌شود که احتمال می‌رود در زمان محمدعلی میرزا دولتشاه ساخته شده و با کاشی مزین شده‌اند.
غیر از حاشیه‌های زینتی که در گلدسته‌ها بکار رفته، پنج قسمت متمایز با توجه به نقوش به کاررفته در تزئینات مناره‌ها دیده می‌شود؛ قسمت اول که بالاتر از ایوان اصلی قرار گرفته با واژه علی، قسمت دوم حدفاصل ارتفاعی ایوان اصلی و سقف شبستان با کلمات (الله، محمد، علی) و در سومین قسمت سوره اخلاص در سه سطر و قسمت‌های چهارم و پنجم با نقوش زیبایی تزئین شده‌اند.
ارتفاع کلی گلدسته‌ها از سطح حیاط به ترتیب، تا لبه نمایی شبستان ۶٫۵متر تا نمای ایوان بزرگ ۱۱متر و تا انتهای مناره ۱۵متر می‌باشد. نمای غربی صحن مسجد که قرینه نمای شرقی آن می‌باشد دارای ۵ طاق نما که ۴تای آن‌ها به صورت دو به دو (قرینه) در اطراف طاق نمای وسط که دهنه بزرگتری دارد قرار گرفته‌اند.
در بالای طاق نمای وسط اشکال هندسی زیبایی با کاشیهای الوان ترسیم شده‌است. و در زیر طاق آن ۴طاق نمای کوچک دیده می‌شود که به وسیله کاشی نوشته‌های زیرین از راست به چپ بر بالای سه طاق نمای پائینی به ترتیب" لااله الالله","محمدرسول الله","۱۳۶۶هـ. ق" و "علی ولی الله" کار شده‌است. در بالای طاق نمای بالایی زمان تعمیر و تجدید بنای قسمت غربی بنا و معمار آن بر کتیبه ای با کاشیهای الوان نوشته شده‌است.
متن کتیبه به این شرح می‌باشد.
«تجدید ساختمان سمت غربی به تولیت سید محمد علی امام جمعه عمل حسن بن محمدجواد۱۳۲۶هـ. ش.»

## شوادون
در زمان قدیم در تابستان که هوا گرم بوده نماز جماعت ظهر و عصر را در مسجد برگزار کرده‌اند. با توجه به هوای گرم تابستان دمای هوا در زیرزمین‌های سنتی دزفول (شوادون) نسبت به سطح زمین اختلاف دمایی در حدود ۳۰درجه سانتیگراد دارد.
لازم است ذکر شود که در جنگ تحمیلی عراق علیه ایران شوادون‌ها نقش عمده ای در مقاومت مردم داشته‌اند.
عمق زیاد و استحکام آن ها (جنس زمین که به‌طور طبیعی دیوارها و سقف شوادون را تشکیل می‌دهد از کنگلومرا می‌باشد)باعث این امر شده‌است که مساجد به عنوان پناهگاه و محل امنی برای پایگاه‌های مقاومت بسیج مورد استفاده قرار بگیرد.
ظاهراً در آغاز سده دوازدهم هجری قمری، در گوشه دیوار خارجی شمال غربی مسجد (جایی که در روزگار ما در بزرگ مسجد و میدان جلوی آن به نظر می‌رسد) بدین گونه نبوده‌است و به جای آن دو خانه قرار داشته که به وسیله مرحوم آقا سید عبدالباقی آقامیر، خریداری شده و به جای آن در بزرگ فعلی و میدان جلوی آن را احداث کرده‌اند.
و در زیر آن دو زیر زمین ساخته اندکه از حدود سال ۱۱۴۳(سال درگذشت مرحوم آقا سیدعبدالباقی آقامیر) تا سال۱۳۲۴هجری قمری، مدفن خانوادگی خاندان آقامیر دزفول بوده و نشان این مقابر چهارطاقی (چهارطوقی) است که برفراز بام بنا شده‌است.
در شهری که بر قدمگاه عرفاً، گنبد و بارگاه باشکوه می‌سازند، مردی با ارج چون آقامیر (تاآن جا که تاریخ نشان می‌دهد نخستین دانشمند دینی دزفول بوده) با صرف هزینه ای که از قرائت مطالب بالا مقدار آن بر خواننده گرامی روشن می‌شود خود و فرزندان را سرسپرده بارگاه ایزد یکتا می‌شناساند. از این جهت است که اکنون از اهالی قدرشناس شهر دزفول، آن‌ها که با علامات آشنا هستند، هنگام ورود به این مسجد، فاتحه ای به روح آن شادروان و فرزندانش نثار می‌نمایند و همچنین در موقع خروج نیز فاتحه ای می‌خوانند و از روان آن مربیان استمداد می‌جویند.

## رقبات
رقبات مسجد جامع دزفول در اطراف مسجد و بازار قدیم و خیابانهای اطراف که محل تجاری و بازار شهر است پراکنده می‌باشد. در جداره خود مسجد، رقبات آن شامل دو باب حمام مردانه و زنانه است که در جنگ تحمیلی به وسیله موشک‌های بعثی ویران گشتند. دیگر رقبات مسجد شامل چندباب مغازه در جداره مسجد و چندین باب دیگر در بازار قدیم و خیابان امام خمینی می‌باشد.

## تیپولوژی سقف
سقف شبستان‌ها و ایوان‌ها و قسمت‌های مختلف مسجد جامع دزفول هم از نظر نوع پوشش و هم از نظر نقش و نگاری که به وسیله آجر توأماً با پوشش کار شده‌است، از تنوع زیادی برخوردار است. معمار چیره‌دست این بنا نقوش هندسی بسیار زیبایی را با آجر بر روی سقف و قرنیزهای مسجد انداخته و به وسیله رنگ‌های گیاهی زیبایی خاصی به این سقف‌ها بخشیده‌است. پوشش سقف‌ها با توجه به آجر چینی آن‌ها چهار تیپ، همچنین نوع آجرکاری قرنیزها نیز چهار تیپ می‌باشد. ضمناً سقف ایوان اصلی با کاربندی و آجرهای رنگی جدا از ۴ تیپ یاد شده می‌باشد.

## سازه بنا
سازه بنا سازه ای ماسونری و سنگین با دیوارهای باربر با جرز ضخیم و ستون‌های عریض با مقطع مربعی شکل با ابعاد تقریبی یک متر است مصالح به کار رفته در دیوارها عمدتاً آجر و در ستون‌ها، سنگ‌های چهارتراش است. و از ملات ماسه و آهک جهت ساخت دیوارها و ستون‌های باربر استفاده گردیده‌است نوع سقف‌ها نیز ترکیبی از انواع سقف‌های سنتی؛ شامل طاق وتویزه‌ها، کلمبوها و طاق‌های گهواره ای است. به این صورت که طاق و تویزه‌ها و طاق‌های گهواره ای در فضاهای وسط نیرو را در یک راستا به گوشه‌ها منتقل کرده و در گوشه‌ها با استفاده از طاق‌های گرد و تویزه‌های دو طرفه و کلمبوها نیروهای متعامد کنترل می‌گردد سازه این بنا در قسمت نوساز سازه ای جدید شامل تیر آهن با دیوارهای باربر آجری جدید می‌باشد.

## مصالح بنا
با توجه به قدمت مسجد که به قرون اولیه هجری برمی گردد؛ مصالح به کار گرفته شده در آن به جز آجر، خشت و گل که در اکثر ساختمان‌های بافت قدیم دزفول نیز به کار رفته از سنگهای رسوبی واقع در کوه‌های شمال دزفول برای پی‌ها و ساختن ستون‌ها استفاده شده‌است. علاوه بر مصالح ذکر شده از کاشی‌های الوان به رنگ‌های سیاه، آبی فیروزه ای، لاجوردی و سفید جهت کاشی کاری نما نیز استفاده گردیده و برای پوشش نهایی پشت بام از کاهگل و برای سطوح داخلی و در برخی فضاها از گچ استفاده شده‌است.
کف شبستان‌ها، صحن و دیگر فضاهای مسجد قبل از مرمت اخیر، با آجر مفروش بوده که بعد از مرمت، موزائیک را جانشین آن ساخته‌اند.
۱-زمین زیر پی:
زمین زیر پی بنا در مسجد جامع دزفول مانند سایر زمین‌ها در این شهر بافتی متراکم از سنگ‌های کنگلومرایی است که خاک رس ناخالص منطقه به صورت ملات جهت چسبندگی این بافت و استحکام فوق‌العاده آن گردیده‌است به صورتیکه در بسیاری جاها به جای استفاده از پی از همین زمین به عنوان پی استفاده می‌گردد. در هرحال این خاک مقاومت کافی جهت تحمل وزن ساختمان را دارا می‌باشد. ولی این خاک در مقابل نفوذ دائم آب مقاومت نداشته و استحکام خود را از دست می‌دهد.
۲-کف:
کف فضاها در گذشته کفپوش آجری مربع شکل ۲۰×۲۰ بوده‌است که در حال حاضر کف حیاط با موزائیک ۳۰ سانتیمتری مفروش گردیده‌است. کف فضاهای نیمه باز و بسته از کف حیاط ۱۵ سانتیمتر بلندتربوده و آن‌ها نیز با موزائیک فرش شده‌است. ازاره‌ها در قدیم آجری یا از سنگ چهارتراش بوده که اکنون در کنار دیوارها سکوهایی الحاق شده که از سنگ مرمر است.
۳-سقف:
سقف مسجد جامع تلفیقی از سقفهای سنتی شامل طاق و تویزه‌ها، کلمبوها و طاقپهای گهواره ای است که بر حسب نیاز در قسمت‌های نیمه باز که نیاز به ارتباط فضاها با یکدیگر و پوشاندن گستره ای وسیع بوده؛ از طاق و تویزه و سقف‌های کلمبو با تویزه‌های دوطرفه با طاق ضربی آجری نشسته بر ستون‌ها و در جاهایی که دارای استقلال بوده‌اند؛ از طاق گهواره ای احداث شده بر دیوارهای باربر استفاده گردیده‌است. و سقف‌های کلمبو نیز در گوشه‌های بنا قرار گرفته‌اند. بام این بنا نیز در قسمت طاق و تویزه‌ها دارای عوارض و بالا و پائین‌های حاصل از نوع سقف می‌باشد. و در قسمت طاق‌های گهواره ای تسطیح و شیب بندی گردیده‌است. کلاً بام بنا با کاهگل ایزوله گردیده‌است.
۴-پی:
همان‌طور که گفته شد زمین زیر پی در این بنا خود می‌تواند در حکم پی ساختمان عمل کند. با این حال به احتمال قریب به یقین پی این ساختمان شامل سنگ کنگلومرا با ملات شفته آهک است که این نوع بسیار مقاوم و محکم می‌باشد. باتوجه به خصوصیات شفته آهک این پی در مقابل نفوذ آب نیز دارای مقاومت نسبی بوده و به آسانی دچار مشکل نمی‌شود. آنچه در منطقه مرسوم است احداث پی با ارتفاع تقریبی یک متر می‌باشد که احتمالاً در این بنا نیز چنین می‌باشد با این حال برای شناسایی بهتر پی باید در هنگام شروع کار کارگاهی در اطراف پی گمانه زد و ساختار آن را کاملاً روشن نمود.
۵-دیوارها:
دیوارها در این بنا آجری با ملات ماسه آهک می‌باشد و اگر ستون‌ها را نیز دیوارهایی با طول کم در نظر بگیریم در این قسمت‌ها به جای آجر از سنگ‌های چهارتراش استفاده گردیده‌است دیوارها در این بنا جزئی از ماسونری بوده و مانند سایر بناهای سنتی دارای ضخامت زیادی می‌باشد. آجر استفاده شده در دیوارها و آجرهای مربعی شکل بیست و پنج سانتیمتری می‌باشد. دربعضی قسمت‌های بنا ترکیب ستون و دیوار باد و مصالح سنگ و آجر دیده می‌شود که درست در راستای ستون‌های گذرنده از دیوار می‌باشد.

## تاریخچه مسجد جامع دزفول به نقل از مقالات و کتب مختلف
۱-در سالنامه فرهنگ خوزستان (صفحه ۱۳۳-۲۵-۱۳۲۴)آمده‌است:
در دزفول قریب به شصت مسجد وجود دارد و از آن جمله مسجد جامع را که در قرن سوم هجری ساخته شده‌است می‌توان نام برد.
 ۲-در سالنامه فرهنگ دزفول(صفحه ۲۸-۳۳-۱۳۳۲)در مقاله ای به قلم آقای فضل اله مسیح تحت عنوان جغرافیای تاریخ دزفول آمده‌است:
از اماکن تاریخی شهرستان دزفول می‌توان مسجد جامع آن را نام برد که از یادگارهای سده هفتم هجری است.
 ۳-در سالنامه فرهنگ خوزستان (صفحه ۱۳۵-۲۴-۱۴۲۳)آمده:
... مسجد جامع دزفول که بنای آن متعلق به قرن سوم بوده:و اندکی بعد از مسجد جامع شوشتر ساخته شده‌است.

## ۴- نشریه کمیته حزب ایران نوین دزفول(۱۳۴۷)آورده
مسجد جامع دزفول که قدیمی‌ترین قسمت آن مربوط به قرن سوم یا چهارم هجریست و با اقتباس از سبک معماری ساسانی ایجاد شده و شبستان‌های با روح آن مربوط به سده هفتم است وآرامگاه نخستین دانشمند دینی این شهرستان شادروان سید عبدالباقی آقامیر در زیر شبستان بزرگ این مسجد زیارتگاه مردم این شهرستان و مورد ستایش عام و خاص است.
۵-بعضی ازکتب مانند کتاب جغرافیای تاریخی دشت میشان و شمران از تاریخ طبیعی و سیاسی خوزستان به قلم آقا حاج عبدالصاحب آرمند (صفحه ۱۰۳)، نشریه اطلاعات و رادیو خوزستان در سال ۱۳۴۵ در ذیل مقاله ای تحت عنوان آثار باستانی خوزستان و در مرآت البلدان ناصری جلد چهارم قدمت مسجد جامع دزفول را به قرن اول هجری نسبت داده‌اند همچنین در بین خود مردم دزفول این عقیده وجود داردکه روزگاری این بخش از مسجد (غریب خانه در قسمت شرقی بنای فعلی مسجد جامع دزفول) پرستشگاه زرتشتیان یا دیگر ادیان پیش از اسلام در دزفول بوده‌است.

## بازسازی‌ها
مسجد جامع در گذر زمان از ابتدای احداث همواره در کانون توجهات بوده و به دلیل اهمیتی که داشته در دوره‌های مختلف بازسازی و مرمت شده‌است. از روی سنگ نوشته‌هایی که در مسجد موجود است آخرین مرمت‌های این مسجد در دوره‌های صفویه و قاجاریه بوده، از جمله بر روی یکی از سنگ‌ها، تاریخ تعمیر، مقارن با پادشاهی شاه سلطان حسین صفوی است و به همین خاطر رنگ‌های آبی و فیروزه و کاشی‌های آبی که شاخصه معماری آن دوران است در بخش‌هایی از مسجد دیده می‌شود؛ یا بر روی یکی از کاشی‌ها تاریخ ۱۲۵۳ یعنی در زمان محمد شاه قاجار ذکر شده‌است. از دیگر دلایل قدمت بالای مسجد، سبک معماری آن است که الگو گرفته از معماری کاخ ایوان کرخه و معماری دوره ساسانی است.

## تاریخچه توسعه و تعمیرات مسجد
همان‌طور که در بخش‌های پیش آمد، هسته اولیه مسجد در قرن سوم هجری ساخته شده که همان قسمت غریب خانه است و در ادوار مختلف بخش‌هایی به آن اضافه شده، که با توجه به کتب و کتیبه‌هایی که در مسجد است به تاریخ آن‌ها اشاره شده‌است. درضمن در بخش‌های مختلف مسجد در دوره‌های متفاوتی مورد مرمت و بازسازی قرار گرفته‌است.
بعد از غریب خانه توسعه مسجد در ضلع جنوبی با پیدایش شبستان جنوبی مسجد در قرن هفتم شروع شده‌است.
ایوان جلوی غریب خانه (ضلع شرقی صحن) چنان‌که از سنگ نبشته بالای در برمی آید متقارن با زمان پادشاهی سلطان حسین صفوی ساخته شده(۱۱۱۰ هـ. ق)
ساخت گلدسته ظاهراً در روزگار محمدعلی میرزا دولتشاه انجام شده‌است و شرح مناره‌ها در معرفی مسجد قبل از این ذکر شده‌است.
قدیمی‌ترین سنگ نوشته‌ای که تعمیر مسجد را نشان می‌دهد در سردر اصلی مسجد نصب شده که تاریخ آن ۱۱۵۷ هـ. ق(۱۱۵۷تا۱۱۶۰)سلطنت نادرشاه افشار می‌باشد که در آن مقرنس سردر مسجد تجدید شده‌است.
در دو سوی خاوری دیوار ضلع شمالی بر ستون اتاق دفتر هیئت امنا و کتابخانه به‌طور برجسته کلمات"الله","محمد","علی","فاطمه","حسن","حسین"و تاریخ ۱۲۵۳ هـ. ق نوشته شده که نشان دهنده تعمیر این بخش از مسجد است (در زمان سلطنت محمدشاه قاجار).
بر بالای در غریب خانه بر بالای آجر ششم از بالای در عدد ۱۳۳۱ برجسته نشان داده شده‌است که تاریخ آخرین تعمیر بخش خاوری و حوضخانه مسجد را می‌نمایاند. ضمناًدر تاریخ مذکور که زمان امامت آقاسیدمحمدسیدآقامیری بوده کف ایوان شرقی و شبستان‌های جنوبی رابا آجر نیز مفروش ساخته‌اند.
بازسازی ورودی مسجدجامع دزفول که در جنگ تحمیلی عراق ویران گشت متأسفانه تابع هیچگونه اصول و قوانین مرمتی نبوده‌است. حتی شکل ظاهری سردر قدیمی مسجد در نما و ابعاد و اندازه نیز آن را حفظ نکرده‌اند. همچنین از جمله مواردی که می‌توان ذکرکرد:
1. وجود دو مناره که در سردر اصلی (قدیمی) وجود نداشته
2. قرارگیری چهارطاقی که از گوشه سمت راست به قسمت وسط سردر
3. تغییر ارتفاع و ابعاد ورودی
4. استفاده از آجر به جای سنگ در ساختن در و… (توضیح اینکه از نوع سنگ به کاررفته در مسجدجامع دزفول در روستاهای شمالی این شهر به وفور یافت می‌شود)

ضلع شمالی صحن مسجدجامع دزفول در جنگ تحمیلی مورد اصابت موشک قرار گرفت و به کلی ویران گشت؛ در بازسازی بخش شمالی علاوه بر ایراد و اشکالاتی که به قسمت ورودی و سردر اصلی وارد است در اجرای طاق نما و ایجاد بازشوها و نوع کاشی کاری و محل آنها در مقایسه با نمای قدیم باز هم معایب و نقایصی وجود دارد.

## نگارخانه

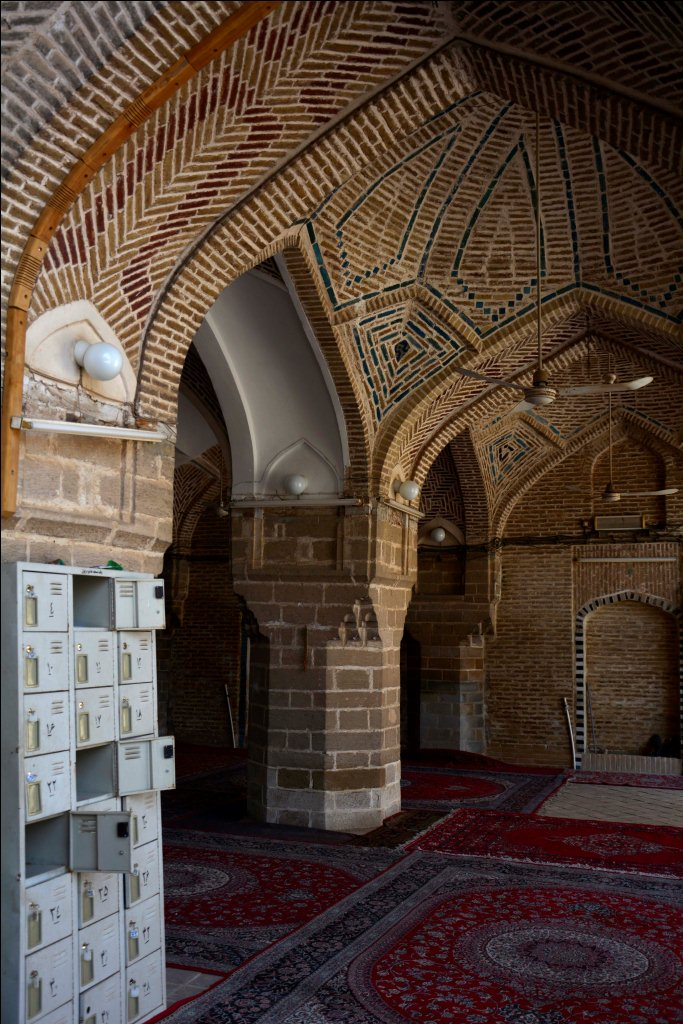
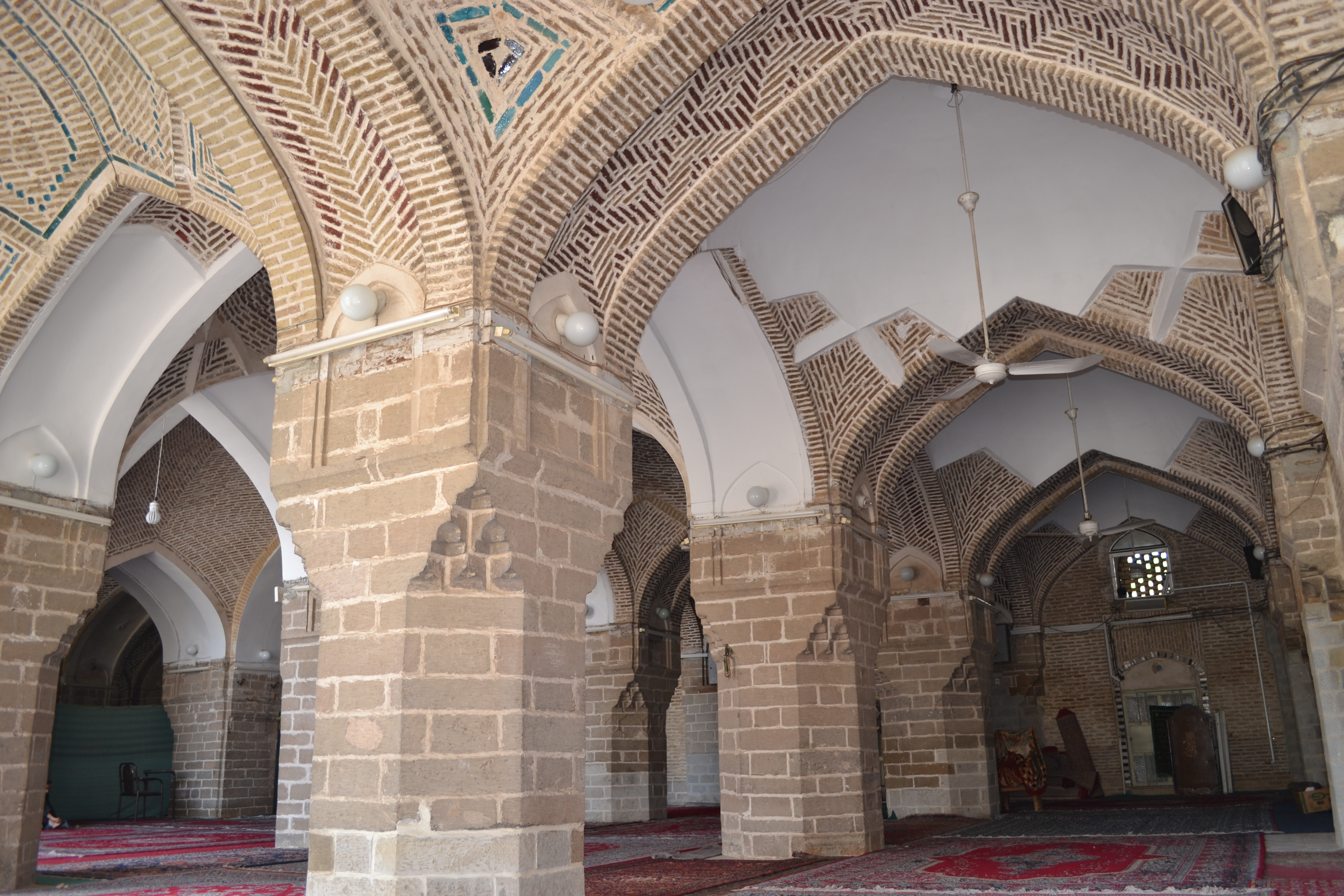